# Uruguay aux Jeux olympiques d'été de 2012
L'Uruguay participe aux Jeux olympiques d'été de 2012 à Londres, au Royaume-Uni, du 27 juillet au 12 août 2012. Il s'agit de sa 20e participation à des Jeux d'été.
Lors de ces Jeux, l'Uruguay est composée de l'équipe olympique la plus importante en nombre de son histoire.

## Athlétisme
Les athlètes de l'Uruguay ont jusqu'ici atteint les minima de qualification dans les épreuves d'athlétisme suivantes (pour chaque épreuve, un pays peut engager trois athlètes, à condition qu'ils aient réussi chacun les minima A de qualification, un seul athlète par nation est inscrit sur la liste de départ si seuls les minima B sont réussis), :
Hommes
Courses
| Athlète      | Épreuve     | Séries   | Séries | Quarts de finale | Quarts de finale | Demi-finales | Demi-finales | Finale   | Finale |
| Athlète      | Épreuve     | Résultat | Rang   | Résultat         | Rang             | Résultat     | Rang         | Résultat | Rang   |
| ------------ | ----------- | -------- | ------ | ---------------- | ---------------- | ------------ | ------------ | -------- | ------ |
| Andrés Silva | 400 m haies | 53.38    | 45e    | NC               | NC               | –            | –            | –        | –      |

Femmes
Courses
| Athlète           | Épreuve     | Séries     | Séries | Quarts de finale | Quarts de finale | Demi-finales | Demi-finales | Finale   | Finale |
| Athlète           | Épreuve     | Résultat   | Rang   | Résultat         | Rang             | Résultat     | Rang         | Résultat | Rang   |
| ----------------- | ----------- | ---------- | ------ | ---------------- | ---------------- | ------------ | ------------ | -------- | ------ |
| Déborah Rodríguez | 400 m haies | 57.04 (RN) | 28e    | NC               | NC               | –            | –            | –        | –      |

## Aviron
Hommes
| Athlète                           | Compétition                 | Séries  | Séries | Repêchage | Repêchage | Quarts de finale | Quarts de finale | Demi-finales | Demi-finales         | Finales | Finales       |
| Athlète                           | Compétition                 | Temps   | Rang   | Temps     | Rang      | Temps            | Rang             | Temps        | Rang                 | Temps   | Rang          |
| --------------------------------- | --------------------------- | ------- | ------ | --------- | --------- | ---------------- | ---------------- | ------------ | -------------------- | ------- | ------------- |
| Rodolfo Collazo Emiliano Dumestre | Deux de couple poids légers | 6:58.63 | 4e     | 6:51.67   | 5e        | NC               | NC               | 7:11.20      | 3e (Demi-finale C/D) | 6:51.94 | 4e (Finale C) |

## Cyclisme

### Cyclisme sur route
En cyclisme sur route, l'Uruguay a qualifié un homme et aucune femme.
hommes
| Athlète    | Compétition            | Temps | Rang |
| ---------- | ---------------------- | ----- | ---- |
| Jorge Soto | Course en ligne hommes | DNF   | -    |

## Football
L'équipe masculine de football participe aux JO grâce à sa deuxième place  lors du championnat des moins de 20 ans de la CONMEBOL de 2011.

### Tournoi masculin
Classement
| Rang | Équipe              | Pts | J | G | N | P | Bp | Bc | Diff |
| ---- | ------------------- | --- | - | - | - | - | -- | -- | ---- |
| 1    | Grande-Bretagne     | 7   | 3 | 2 | 1 | 0 | 5  | 2  | +3   |
| 2    | Sénégal             | 5   | 3 | 1 | 2 | 0 | 4  | 2  | +2   |
| 3    | Uruguay             | 3   | 3 | 1 | 0 | 2 | 2  | 4  | -2   |
| 4    | Émirats arabes unis | 1   | 3 | 0 | 1 | 2 | 3  | 6  | -3   |

|  | Qualifié pour le deuxième tour de la compétition.                                                                  |
|  | Pts points ; G victoires ; N match nuls ; P défaites Bp buts marqués ; Bc buts encaissés ; Diff différence de buts |

Matchs
| 26 juillet 2012 | Émirats arabes unis | 1 - 2   | Uruguay                   | Old Trafford, Manchester                       |                                                |
| 17 h 00 CEST    | Matar 23e           | (1 - 1) | Ramírez 42e · Lodeiro 56e | Spectateurs : 51 745 Arbitrage : Peter O'Leary | Spectateurs : 51 745 Arbitrage : Peter O'Leary |
| 17 h 00 CEST    | Rapport             |         |                           | Spectateurs : 51 745 Arbitrage : Peter O'Leary | Spectateurs : 51 745 Arbitrage : Peter O'Leary |

| 29 juillet 2012 | Sénégal                 | 2 - 0   | Uruguay | Stade Wembley (Londres)                      |                                              |
| 17 h 00 CEST    | Konaté 10e 37e · Ba 30e | (2 - 0) |         | Spectateurs : 75 093 Arbitrage : Felix Brych | Spectateurs : 75 093 Arbitrage : Felix Brych |
| 17 h 00 CEST    | Rapport                 |         |         | Spectateurs : 75 093 Arbitrage : Felix Brych | Spectateurs : 75 093 Arbitrage : Felix Brych |

| 1er août 2012 | Grande-Bretagne | 1-0   | Uruguay | Millennium Stadium, Cardiff                       |                                                   |
| 19 h 45 CEST  | 45+1e Sturridge | (1-0) |         | Spectateurs : 70 438 Arbitrage : Yuichi Nishimura | Spectateurs : 70 438 Arbitrage : Yuichi Nishimura |

## Judo
| Athlète     | Compétition           | 1/32 de finale      | 1/16 de finale               | 1/8 de finale       | Quarts de finale    | Demi-finales        | Repêchage 1         | Repêchage 2         | Finale              | Finale |
| Athlète     | Compétition           | Adversaire Résultat | Adversaire Résultat          | Adversaire Résultat | Adversaire Résultat | Adversaire Résultat | Adversaire Résultat | Adversaire Résultat | Adversaire Résultat | Rang   |
| ----------- | --------------------- | ------------------- | ---------------------------- | ------------------- | ------------------- | ------------------- | ------------------- | ------------------- | ------------------- | ------ |
| Juan Romero | Moins de 90 kg hommes | NC                  | Song Dae-nam (KOR) 0000/1001 | -                   | -                   | -                   | -                   | -                   | -                   | -      |

## Natation
| Athlète                 | Épreuve          | Séries | Séries | Demi-finales | Demi-finales | Finale | Finale |
| Athlète                 | Épreuve          | Temps  | Rang   | Temps        | Rang         | Temps  | Rang   |
| ----------------------- | ---------------- | ------ | ------ | ------------ | ------------ | ------ | ------ |
| Gabriel Melconian Alvez | 100 m nage libre | 50.68  | 35e    | -            | -            | -      | -      |

| Athlète        | Épreuve   | Séries  | Séries | Demi-finales | Demi-finales | Finale | Finale |
| Athlète        | Épreuve   | Temps   | Rang   | Temps        | Rang         | Temps  | Rang   |
| -------------- | --------- | ------- | ------ | ------------ | ------------ | ------ | ------ |
| Ines Remersaro | 100 m dos | 1:08.03 | 43e    | -            | -            | -      | -      |

## Tir
| Athlète       | Compétition                         | Qualification | Qualification | Finale | Finale |
| Athlète       | Compétition                         | Points        | Rang          | Points | Rang   |
| ------------- | ----------------------------------- | ------------- | ------------- | ------ | ------ |
| Rudi Lausarot | Carabine à 10 m air comprimé hommes | 575           | 47e           |        |        |

## Voile
| Athlète(s)       | Compétition | Régate 1 | Régate 2 | Régate 3 | Régate 4 | Régate 5 | Régate 6 | Régate 7 | Régate 8 | Régate 9 | Régate 10 | Total net | Total net | Medal Race | Total | Rang |
| Athlète(s)       | Compétition | Score    | Score    | Score    | Score    | Score    | Score    | Score    | Score    | Score    | Score     | Score     | Rang      | Score      | Total | Rang |
| ---------------- | ----------- | -------- | -------- | -------- | -------- | -------- | -------- | -------- | -------- | -------- | --------- | --------- | --------- | ---------- | ----- | ---- |
| Alejandro Foglia | Laser       | 15       | 3        | 28       | 27       | 30       | 6        | 9        | 3        | 5        | 6         | 102       | 9e        | 4          | 106   | 8e   |

| Athlète(s)    | Compétition  | Régate 1 | Régate 2 | Régate 3 | Régate 4 | Régate 5 | Régate 6 | Régate 7 | Régate 8 | Régate 9 | Régate 10 | Total net | Total net | Medal Race | Total | Rang |
| Athlète(s)    | Compétition  | Score    | Score    | Score    | Score    | Score    | Score    | Score    | Score    | Score    | Score     | Score     | Rang      | Score      | Total | Rang |
| ------------- | ------------ | -------- | -------- | -------- | -------- | -------- | -------- | -------- | -------- | -------- | --------- | --------- | --------- | ---------- | ----- | ---- |
| Andrea Foglia | Laser Radial | 39       | 34       | 37       | 26       | 32       | 40       | 38       | 31       | 33       | 33        | 303       | 38e       | –          | –     | –    |